# لقاح إيمونيتي بيو
لقاح إيمونيتي بيو ويُعرف أيضًا باسم لقاح إيمونيتي بيو كوفيد-19 (بالإنجليزية: ImmunityBio COVID-19 vaccine)‏ ويُعرف باسمه الرمزي: hAd5؛ هو لقاح مرشح ضد مرض فيروس كورونا، تعمل شركة «إيمونيتي بيو» الأمريكية على تطويره وإنتاجه بتقنية الناقلات الفيروسية، وهو مخصص للإعطاء عن طريق الحقن العضلي.